# لوئی پنجم
لوئی پنجم (زاده ۹۷۶ - مرگ ۲۱ مه ۹۸۷) پادشاه فرانک باختری بود. وی را به لقب‌های دیگری از جمله لوئی بیکاره، لوئیِ سُست و لوئیِ تنبل نیز در تاریخ می‌شناسند. وی واپسین پادشاه از دودمان کارولنژی در فرانسه بود.

## زندگی‌نامه
لوئی فرزند لوتار، پادشاه فرانک باختری از همسرش اِما، دختر پادشاه ایتالیا و هفتمین  فرزند از پشت شارلمانی بود. در ژوئن ۹۷۹ تاجگذاری نمود ولی تا ۹۸۶ که پدرش لوتار درگذشت به قدرت دست نیافت؛ بنابراین وقتی که در بیست سالگی درگذشت تنها یک سال بر فرانک باختری فرمان رانده بود. لوئی میراث‌بر دشمنی و درگیری پدرش با خاندان کاپت از یک سو و دربار امپراتوری مقدس روم به رهبری اتوی یکم از سوی دیگر بود که اوتو از پشتیبانی دینیاران نیز بهره‌مند بود. 
به دلیل اینکه از او هیچ فرزند قانونی و رسمی برجای نمانده بود، عمویش شارل دوک لورن سفلی کوشید تا جانشین لوئی شود، ولی دین‌سالاران، از نجیب‌زاده نیرومند به نام هوگو کاپه پشتیبانی کردند و اینچنین بود که تنها دو ماه پس از مرگ لوئی پنجم دودمان کارولنژی سرنگون شد و دودمان کاپتی بر سر کار آمد.